# Gabber
Gabber je specifická odnož hardcoru. Termín Gabber nahradil označení Hardcore Techno a implicitně charakterizuje nejrychlejší a nejtvrdší podobu elektronické hudby.

## Původ
Začátky žánru jsou stopovány až do samého konce 80. let v Belgii, na scéně New beat s titulem Doughnut Dollies z HNO3 vydaným v roce 1988, nebo Mörder z ZAG vydaným v roce 1989, Gabber se vykrystalizoval v 1. pol. 90. let v Nizozemsku, jako odpověď na příchozí vlnu New Beat resp. Rave (z Británie). Gabber je nizozemské slangové slovo znamenající přátelé, kamarádi.
Styl se nejvíce rozvíjel v Rotterdamu a Amsterdamu, mezi jednotlivými scénami existovala jistá rivalita. Svého vrcholu žánr dosáhl
přibližně v roce 1995.
Jako součást Rave/New Beat kultury byla i pro Gabber scénu symptomatická konzumace tzv. tanečních drog (extáze, amfetaminy, halucinogeny, kanabinoidy).

## Zvuková struktura
Základ tvoří velký buben (kopák/bass drum) ten je téměř vždy zvýrazněn (kytarovým) distortion efektem, další zvuky jsou podružné a používá se jak samplování (často různé vokály), tak zvuk rozličných syntezátorů. Spojující je velmi vysoké tempo skladeb: 150 BPM je minimum, často se však rychlost dostane až k 220 BPM.

## Významná jména/producenti
- Lenny Dee
- 3 Steps Ahead
- Omar Santana
- Tellurian/Leviathan
- DJ Predator
- DJ Dano, The Prophet, DJ Gizmo, Buzz Fuzz
- DJ Promo
- Neophyte
- Patrick Van Kerkhoven (80 Aum, DJ Ruffneck, Juggernaut, Undercover Anarchist)
- Rob Gee
- Paul Elstak (Euromasters)
- Rotterdam Termination Source
- Shadowlands Terrorists
- Evil Activities
- Tha Playah
- Angerfist
- Tieum
- Dj Day-Mar
- Miss K8
- Kurwastyle Project
- Mad Dog
- Rotterdam Terror Corps
- Hellsystem
- Eric Dione (SRB)
- DJ D

## Stěžejní labely
- Rotterdam Records
- Mokum
- Terror Traxx
- ID&T
- Arcade